# Barum Continental
Barum Continental med varumärket Barum är en däcktillverkare med huvudkontor i Otrokovice i Tjeckien. Bolaget tillverkar däck för person- och lastbilar samt industrifordon (t.ex. gaffeltruckar).
Barum har sitt ursprung i skotillverkaren Bata som under 1930-talet började tillverka bildäck. Jan Antonín Baťa inledde en satsning på bildäck efter andra världskriget. Barum bildades i samband med att familjen Bata förlorade kontrollen över bolaget genom ett förstatligande 1948. Baťa i Zlín slogs då samman med Rubena i Náchod och Mitas i Prag. Namnet Barum bildades utifrån grundarbolagens namn: Bata, Rubena, Mitas.  Sedan 1966 sker produktionen i Otrokovice. 1972 upphörde tillverkningen i Zlin.
1993 köptes Barum av Continental AG. 